# Hank Kashiwa
Henry Charles Kashiwa, detto Hank (New York, 26 maggio 1949), è un dirigente d'azienda, ex sciatore alpino e commentatore televisivo statunitense.

## Biografia

### Carriera sciistica
Sciatore polivalente originario di Old Forge, Kashiwa fece parte della nazionale statunitense dal 1967 al 1972; in Coppa del Mondo esordì il 15 marzo 1968 ad Aspen in discesa libera (59º) e ottenne il primo piazzamento a punti il 22 marzo 1969 a Waterville Valley in slalom gigante (8º). Ai Mondiali di Val Gardena 1970, sua prima presenza iridata, si classificò 30º nello slalom gigante (l'unica gara nella quale prese il via) e l'8 marzo dello stesso anno conquistò il miglior risultato in Coppa del Mondo, a Heavenly Valley nella medesima specialità (5º). 
Nel massimo circuito internazionale ottenne gli ultimi punti il 30 gennaio 1971 a Megève in slalom speciale (9º), l'ultimo piazzamento il 16 gennaio 1972 a Kitzbühel nella medesima specialità (14º) e prese per l'ultima volta il via il 23 gennaio seguente a Wengen ancora in slalom speciale, senza completare la gara; si congedò dalle competizioni in occasione dei successivi XI Giochi olimpici invernali di Sapporo 1972, sua unica presenza olimpica, dove si classificò 25º nella discesa libera e 21º nello slalom gigante.

### Altre attività
Abbandonato l'agonismo in quello stesso 1972, partecipò al circuito professionistico nordamericano (Pro Tour), aggiudicandosi il titolo nel 1975; in seguito lavorò come commentatore sportivo e conduttore televisivo in programmi legati allo sci per le reti ABC e CBS e assunse incarichi dirigenziali in aziende legate agli sport invernali (presidente della Volant, vicepresidente dello Yellowstone Club).

## Palmarès

### Coppa del Mondo
- Miglior piazzamento in classifica generale: 34º nel 1971

### Campionati statunitensi
- 1 oro (slalom gigante nel 1969)[2]

## Riconoscimenti
- Colorado Sports Hall of Fame (2007)[2]